# Sitcom.br
Sitcom.br é uma série de humor da televisão brasileira, exibida pela Rede Globo no Fantástico, que apresenta situações que podem ocorrer na vida de qualquer pessoa. Estreou no dia 14 de Julho de 2004, com texto de Adriana Falcão e Luis Fernando Veríssimo, adaptação de João Falcão, direção de Carolina Jabor e núcleo de Guel Arraes. 
Narra situações cômicas, inspiradas em momentos triviais do nosso dia-a-dia, apresentando um formato de monólogo ou quase isso, fazendo uso de alguns recursos narrativos, como: flashbacks, delírios, offs simulando o fluxo do pensamento, apartes para a câmera; além de recursos formais que a tevê possibilita, como cortes e computação gráfica.
A atração teve diversas temporadas entre o período de 2004 a 2006, não apresentando um elenco fixo.